# Chalamont (Fluss)
Der Chalamont ist ein kleiner Fluss im Zentralmassiv von Frankreich, der im Département Puy-de-Dôme der Region Auvergne-Rhône-Alpes nordwestlich der Stadt Clermont-Ferrand verläuft.

## Geografie

### Verlauf
Der Chalamont entspringt im nördlichen Gemeindegebiet von Gouttières, verläuft generell in südlicher Richtung und mündet nach rund 16 Kilometern an der Gemeindegrenze von Saint-Priest-des-Champs und Sauret-Besserve als linker Nebenfluss im Staubecken Retenue des Fades-Besserve in die Sioule.

### Orte am Fluss
(Reihenfolge in Fließrichtung)
- Les Terrades, Gemeinde Gouttières
- Gouttières
- La Peize, Gemeinde Gouttières
- Montarlet, Gemeinde Saint-Gervais-d’Auvergne
- Saint-Priest-des-Champs
- Cluzel, Gemeinde Saint-Priest-des-Champs
- Besserve, Gemeinde Sauret-Besserve